# جو لوئیس
جوزف لوئیس بارو (انگلیسی: Joseph Louis Barrow; ۱۳ مهٔ ۱۹۱۴ – ۱۲ آوریل ۱۹۸۱) بوکسور سنگین‌وزن اهل ایالات متحده آمریکا ملقب به «بمب‌افکن قهوه‌ای» بود. او بین سالهای ۱۹۳۷ تا ۱۹۴۹ در ۲۶ مسابقه به مدت ۱۴۰ ماه سلطان بلامنازع بوکس جهان بود و یکی از برترین بوکسورهای تمامی ادوار شناخته می‌شود.
وی در ۲۵ مسابقه متوالی مدافع عنوان قهرمانی بود. در سال ۲۰۰۵، لوئیس توسط سازمان بین‌المللی تحقیقات بوکس، به عنوان بهترین بوکسور سنگین وزن در تمام دوران انتخاب شد و در رتبه شماره ۱ جهان قرار گرفت. در فهرست "۱۰۰ نفر بزرگترین و تاثیرگذارترین افراد در همه زمان ها" مجله رینگ، لوئیس طولانی ترین دوره سلطنت را به عنوان قهرمان بوکس سنگین وزن در طول تاریخ دارد.
تاثیر فرهنگی لویس در خارج از رینگ محسوس بود. وی به طور گسترده ای به عنوان اولین فرد آفریقایی-آمریکایی تبار شناخته می شود که به مقام قهرمانی سراسر کشور در ایالات متحده دست یافت. او همچنین نقطه کانونی مبارزات نژاد پرستی و ضد نازی بود که به جنگ جهانی دوم و در طول جنگ جهانی منجر شد. او نقش مهمی در ادغام بازیهای گلف و شکستن سد رنگ پوست در ورزش آمریکا در رویداد PGA سال ۱۹۵۲ داشت.

## دوران کودکی
لوئیس متولد روستای چمبرز (ایالت آلاباما) و فرزند هفتم از هشت فرزند مونرو بارو و لیلی بارو بود. او در بدو تولد ۵ کیلوگرم وزن داشت. هر دو والدین او فرزندان برده های سابق بودند. مونرو عمدتاً آفریقایی-آمریکایی با رگه هایی از اجداد سفید پوست، در حالی که لیلی نیمی از نژاد سرخپوستان قبیله سرخپوستان چروکی بود.
لوئیس دوازده سال اول زندگی خود را در روستایی در آلباما گذراند، البته از کودکی وی اطلاعات چندانی در دست نیست. او در کودکی از نقص گویش رنج می برد و تا حدود شش سالگی بسیار کم حرف می زد. در حدود سال ۱۹۲۰، مادرش لوئیز با پت بروکس، پیمانکار ساختمانی محلی ازدواج کرد. پدرش مونرو بارو تا سال ۱۹۳۸ و بی خبر از شهرت پسرش زندگی کرد.
در سال ۱۹۲۶ که تشکیلات سفید پوست کو کلوکس کلان باعث وحشت شده بود، خانواده لوئیس به دیترویت میشیگان نقل مکان کردند و بخشی از مهاجرت بزرگ پس از جنگ جهانی اول را تشکیل دادند. برادر جو برای شرکت Ford Ford کار کرد (جایی که جو خودش برای مدتی در کارخانه River Rouge کار می کرد) و خانواده در یک خانه در خیابان ۲۷۰۰ کاترین (اکنون مدیسون) در محله Black Bottom دیترویت مستقر شدند. لوئیس برای یادگیری کابینت سازی مدتی در دانشکده حرفه ای برونسون شرکت کرد.

## دوران بوکس آماتور
جو مدتی به گذراندن وقت خود در یک مرکز تفریحی محلی جوانان در خیابان ۶۳۷ بروستر در دیترویت کرد. مادرش تلاش کرد تا وی را به نوازندگی ویولون علاقه‌مند کند. طبق یک داستان روایت شده او سعی میکرد با حمل دستکش بوکس در داخل ویولن خود علاقه خود به بوکس را از مادرش پنهان کند.
لوئیس در اوایل سال ۱۹۳۲ در سن ۱۷ سالگی به اولین موفقیت خود دست پیدا کرد. گفته میشود از مبارزه، لوئیس نام خود را آنقدر بزرگ نوشت که جایی برای نام خانوادگی وی وجود نداشت، و به این ترتیب نام او تا پایان حضورش در بوکس نام او "جو لوئیس" مانده و به این نام شناخته شد. به احتمال زیاد، لوئیس نام خانوادگی خود را عمداً مخفی نگه داشت تا فعالیت در بوکس را از مادرش مخفی نگه دارد. پس از این پیروزی لوئیس پیروزی های آماتور زیادی را به دست آورد و در نهایت دستکش طلایی را بدست آورد.
در سال ۱۹۳۳، لوئیز به دلیل دسته بندی سبک وزن سنگین وزن، در مسابقات قهرمانی دستکش های طلایی در منطقه دیترویت، در برابر جو بیسکی پیروز شد که بعداً در مسابقات قهرمانان دستکش طلایی شیکاگو آن را از دست داد. سال بعد با رقابت در بخش اوپن دستکش های طلایی، او در رده بندی نیمه سنگین وزن قرار گرفت، این بار نیز در مسابقات قهرمانان شیکاگو پیروز شد. با این حال، مصدومیت دست باعث شد لوئیس از مسابقات قهرمانی دسته دوم قهرمانان نیویورک / شیکاگو برای مسابقات نهایی قهرمانی دستکش طلایی غافل شود. در آوریل ۱۹۳۴، او با پیروزی در مسابقات قهرمانی ملی AAU قهرمانی آماتور ایالات متحده در سنت لوئیز میسوری شکست شیکاگو را جبران کرد.
با پایان کار دوره آماتور، رکورد لوئیز ۵۰ برد و ۳ باخت بود که ۴۳ برد با ناک اوت داشت.

## دوران بوکس حرفه ای

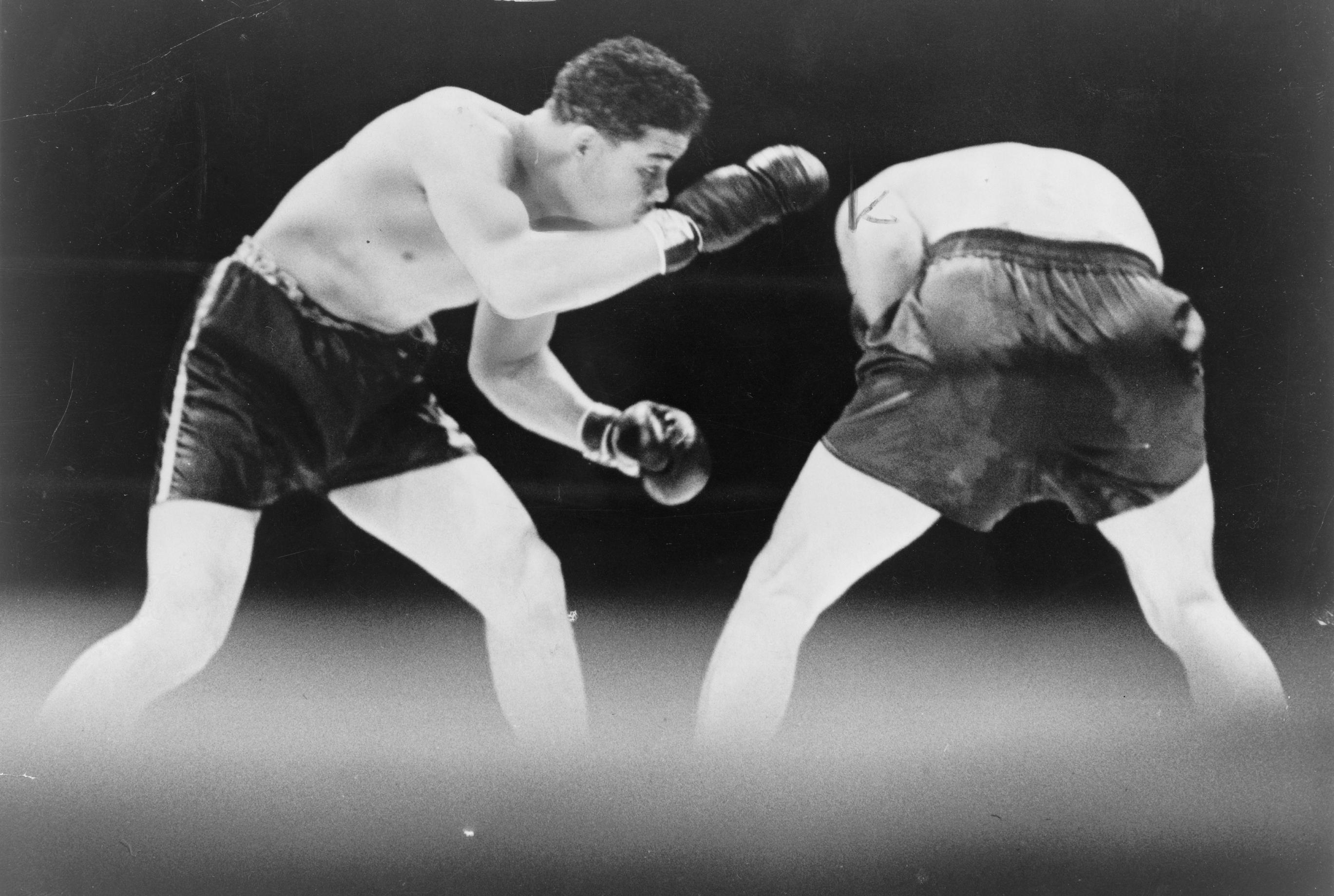
مبارزه اوئیس و اشملینگ, ۱۹۳۶

جو لوئیس در ۶۹ مبارزه حرفه ای خود تنها ۳ باخت داشته است. وی با ۵۲ مورد ناک اوت عنوان قهرمانی جهان را از سال ۱۹۳۷ تا ۱۹۴۹ یدک میکشید، جو دارنده رکورد طولانی ترین دوره "عنوان وزن سنگین" در تمام طول تاریخ است. دوران جو لوئیس پس از اینکه در سال ۱۹۵۱ توسط روکی مارچیانو شکست خورد، پایان یافت و در پی بازنشستگی دیگر نتوانست عنوان قهرمانی را دوباره بدست آورد.

## افتخارات
جو لوئیس در رتبه بندی 100 بوکسور برتر سنگین وزن تمام دوران مجله رینگ پس از محمد علی کلی در رتبه دوم، و در لیست برترین بوکسورهای سنگین وزن تمام دوران متعلق به سایت معتبر بوکس رک (به انگلیسی: BoxRec) در رده اول جهان، قبل از محمد علی کلی قرار دارد

## کارنامه بوکس حرفه ای
| خلاصه بوکس حرفه‌ای |        |        |
| ۶۹ مبارزه         | ۶۶ بُرد | ۳ شکست |
| با ناک‌اوت         | ۵۲     | ۲      |
| با تصمیم داور     | ۱۳     | ۱      |
| با رد صلاحیت      | ۱      | ۰      |

| No. | نتیجه | ثبت  | حریف              | رده | راند، زمان    | تاریخ         | محل                                                       | توضیح |
| --- | ----- | ---- | ----------------- | --- | ------------- | ------------- | --------------------------------------------------------- | --- |
| ۶۹  | باخت  | ۶۶–۳ | راکی مارسیانو     | TKO | 8 (10)        | Oct 26, 1951  | Madison Square Garden, New York City, New York, U.S.      | |
| ۶۸  | برد   | ۶۶–۲ | جیمی بیوینس       | UD  | ۱۰            | Aug 15, 1951  | Memorial Stadium, Baltimore, Maryland, U.S.               | |
| ۶۷  | برد   | ۶۵–۲ | سزار بریون        | UD  | ۱۰            | Aug 1, 1951   | Cow Palace, Daly City, California, U.S.                   | |
| ۶۶  | برد   | ۶۴–۲ | لی ساوولد         | KO  | 6 (15), ۲:۲۹  | Jun 15, 1951  | Madison Square Garden, New York City, New York, U.S.      | |
| ۶۵  | برد   | ۶۳–۲ | اوملیو آگرامونته  | UD  | ۱۰            | May 2, 1951   | Olympia, Detroit, Michigan, U.S.                          | |
| ۶۴  | برد   | ۶۲–۲ | اندی واکر         | TKO | 10 (10), ۱:۴۹ | Feb 23, 1951  | Cow Palace, Daly City, California, U.S.                   | |
| ۶۳  | برد   | ۶۱–۲ | اوملیو آگرامونته  | UD  | ۱۰            | Feb 7, 1951   | Miami Stadium, Miami, Florida, U.S.                       | |
| ۶۲  | برد   | ۶۰–۲ | فردی بشوره        | TKO | 4 (10), ۲:۴۸  | Jan 3, 1951   | Olympia, Detroit, Michigan, U.S.                          | |
| ۶۱  | برد   | ۵۹–۲ | سزار بریون        | UD  | ۱۰            | Nov 29, 1950  | Chicago Stadium, Chicago, Illinois, U.S.                  | |
| ۶۰  | باخت  | ۵۸–۲ | ازارد چارلز       | UD  | ۱۵            | Sep 27, 1950  | Yankee Stadium, New York City, New York, U.S.             | For NBA, vacant The Ring and lineal heavyweight titles                                                         |
| ۵۹  | برد   | ۵۸–۱ | جرسی جو وولکات    | KO  | ۱1 (15)       | Jun 25, 1948  | Yankee Stadium, New York City, New York, U.S.             | Retained The Ring and lineal heavyweight titles                                                                |
| ۵۸  | برد   | ۵۷–۱ | جرسی جو وولکات    | SD  | ۱۵            | Dec 5, 1947   | Madison Square Garden, New York City, New York, U.S.      | Retained The Ring and lineal heavyweight titles                                                                |
| ۵۷  | برد   | ۵۶–۱ | تامی مائوریلو     | KO  | 1 (15), ۲:۰۹  | Sep 18, 1946  | Yankee Stadium, New York City, New York, U.S.             | Retained The Ring and lineal heavyweight titles                                                                |
| ۵۶  | برد   | ۵۵–۱ | بلی کان           | KO  | 8 (15), ۲:۱۹  | Jun 19, 1946  | Yankee Stadium, New York City, New York, U.S.             | Retained The Ring and lineal heavyweight titles                                                                |
| ۵۵  | برد   | ۵۴–۱ | جانی دیویس        | TKO | 1 (4), ۰:۵۳   | Nov 14, 1944  | Memorial Auditorium, Buffalo, New York, U.S.              | Retained NYSAC, The Ring and lineal heavyweight titles                                                         |
| ۵۴  | برد   | ۵۳–۱ | آبه سیمون         | TKO | 6 (15), ۰:۱۶  | Mar 27, 1942  | Madison Square Garden, New York City, New York, U.S.      | Retained The Ring and lineal heavyweight titles                                                                |
| ۵۳  | برد   | ۵۲–۱ | بادی بیر          | KO  | 1 (15), ۲:۵۶  | Jan 9, 1942   | Madison Square Garden, New York City, New York, U.S.      | Retained The Ring and lineal heavyweight titles                                                                |
| ۵۲  | برد   | ۵۱–۱ | لو نوا            | TKO | 6 (15), ۲:۵۹  | Sep 29, 1941  | Polo Grounds, New York City, New York, U.S.               | Retained The Ring and lineal heavyweight titles                                                                |
| ۵۱  | برد   | ۵۰–۱ | بلی کان           | KO  | 13 (15), ۲:۵۸ | Jun 18, 1941  | Polo Grounds, New York City, New York, U.S.               | Retained The Ring and lineal heavyweight titles                                                                |
| ۵۰  | برد   | ۴۹–۱ | بادی بیر          | DQ  | 7 (15), ۳:۰۰  | May 23, 1941  | Griffith Stadium, Washington, D.C., U.S.                  | Retained The Ring and lineal heavyweight titles; Baer disqualified after his manager refused to leave the ring |
| ۴۹  | برد   | ۴۸–۱ | تونی موستو        | TKO | 9 (15), ۱:۳۶  | Apr 8, 1941   | St. Louis Arena, St. Louis, Missouri, U.S.                | Retained The Ring and lineal heavyweight titles                                                                |
| ۴۸  | برد   | ۴۷–۱ | آبه سیمون         | TKO | 13 (20), ۱:۲۰ | Mar 21, 1941  | Olympia, Detroit, Michigan, U.S.                          | Retained The Ring and lineal heavyweight titles                                                                |
| ۴۷  | برد   | ۴۶–۱ | گاس دورازیو       | KO  | 2 (15), ۱:۳۰  | Feb 17, 1941  | Convention Hall, Philadelphia, Pennsylvania, U.S.         | Retained The Ring and lineal heavyweight titles                                                                |
| ۴۶  | برد   | ۴۵–۱ | رد بورمن          | KO  | 5 (15), ۲:۴۹  | Jan 31, 1941  | Madison Square Garden, New York City, New York, U.S.      | Retained The Ring and lineal heavyweight titles                                                                |
| ۴۵  | برد   | ۴۴–۱ | ال مک کوی         | RTD | 5 (15), ۳:۰۰  | Dec 16, 1940  | Boston Garden, Boston, Massachusetts, U.S.                | Retained The Ring and lineal heavyweight titles                                                                |
| ۴۴  | برد   | ۴۳–۱ | آرتورو گودوی      | TKO | 8 (15), ۱:۲۴  | Jun 20, 1940  | Yankee Stadium, New York City, New York, U.S.             | Retained The Ring and lineal heavyweight titles                                                                |
| ۴۳  | برد   | ۴۲–۱ | جانی پی چک        | TKO | 2 (15), ۰:۴۱  | Mar 29, 1940  | Madison Square Garden, New York City, New York, U.S.      | Retained The Ring and lineal heavyweight titles                                                                |
| ۴۲  | برد   | ۴۱–۱ | آرتورو گودوی      | SD  | ۱۵            | Feb 9, 1940   | Madison Square Garden, New York City, New York, U.S.      | Retained The Ring and lineal heavyweight titles                                                                |
| ۴۱  | برد   | ۴۰–۱ | باب پاستور        | KO  | 11 (20), ۰:۳۸ | Sep 20, 1939  | Briggs Stadium, Detroit, Michigan, U.S.                   | Retained The Ring and lineal heavyweight titles                                                                |
| ۴۰  | برد   | ۳۹–۱ | تونی گالنتو       | TKO | 4 (15), ۲:۲۹  | Jun 28, 1939  | Yankee Stadium, New York City, New York, U.S.             | Retained The Ring and lineal heavyweight titles                                                                |
| ۳۹  | برد   | ۳۸–۱ | جک روپر           | KO  | 1 (10), ۲:۲۰  | Apr 17, 1939  | Wrigley Field, Los Angeles, California, U.S.              | Retained The Ring and lineal heavyweight titles                                                                |
| ۳۸  | برد   | ۳۷–۱ | جان هنری لوئیس    | KO  | 1 (15), ۲:۲۹  | Jan 25, 1939  | Madison Square Garden, New York City, New York, U.S.      | Retained The Ring and lineal heavyweight titles                                                                |
| ۳۷  | برد   | ۳۶–۱ | ماکس اشملینگ      | KO  | 1 (15), ۲:۰۴  | Jun 22, 1938  | Yankee Stadium, New York City, New York, U.S.             | Retained NBA, NYSAC, The Ring, and lineal heavyweight titles                                                   |
| ۳۶  | برد   | ۳۵–۱ | هری توماس         | KO  | 5 (15), ۲:۵۰  | April 4, 1938 | Chicago Stadium, Chicago, Illinois, U.S.                  | Retained The Ring and lineal heavyweight titles                                                                |
| ۳۵  | برد   | ۳۴–۱ | ناتان مان         | KO  | 3 (15), ۱:۳۶  | Feb 23, 1938  | Madison Square Garden, New York City, New York, U.S.      | Retained The Ring and lineal heavyweight titles                                                                |
| ۳۴  | برد   | ۳۳–۱ | تامی فار          | UD  | ۱۵            | Aug 30, 1937  | Yankee Stadium, New York City, New York, U.S.             | Retained The Ring and lineal heavyweight titles                                                                |
| ۳۳  | برد   | ۳۲–۱ | جیمز جی برادک     | KO  | 8 (15)        | Jun 22, 1937  | Comiskey Park, Chicago, Illinois, U.S.                    | Won NBA, NYSAC, The Ring, and lineal heavyweight titles                                                        |
| ۳۲  | برد   | ۳۱–۱ | ناتی براون        | KO  | 4 (10), ۰:۵۲  | Feb 17, 1937  | Municipal Auditorium, Kansas City, Missouri, U.S.         | |
| ۳۱  | برد   | ۳۰–۱ | باب پاستور        | UD  | ۱۰            | Jan 29, 1937  | Madison Square Garden, New York City, New York, U.S.      | |
| ۳۰  | برد   | ۲۹–۱ | استیو کچل         | KO  | 2 (4), ۰:۳۱   | Nov 1, 1937   | Broadway Auditorium, Buffalo, New York, U.S.              | |
| ۲۹  | برد   | ۲۸–۱ | ادی سیمز          | TKO | 1 (10), ۰:۲۶  | Dec 14, 1936  | Public Auditorium, Cleveland, Ohio, U.S.                  | |
| ۲۸  | برد   | ۲۷–۱ | جورج برسچیا       | KO  | 3 (10), ۲:۱۲  | Sep 10, 1936  | Hippodrome Theatre, New York City, New York, U.S.         | |
| ۲۷  | برد   | ۲۶–۱ | ال اتوره          | KO  | 5 (15), ۱:۲۸  | Sep 22, 1936  | Municipal Stadium, Philadelphia, Pennsylvania, U.S.       | |
| ۲۶  | برد   | ۲۵–۱ | جک شارکی          | KO  | 3 (10), ۱:۰۲  | Aug 18, 1936  | Yankee Stadium, New York City, New York, U.S.             | |
| ۲۵  | باخت  | ۲۴–۱ | مکس اشملینگ       | KO  | 12 (15), ۲:۲۹ | Jun 19, 1936  | Yankee Stadium, New York City, New York, U.S.             | |
| ۲۴  | برد   | ۲۴–۰ | چارلی رتزلاف      | KO  | 1 (15), ۱:۲۵  | Jan 17, 1936  | Chicago Stadium, Chicago, Illinois, U.S.                  | |
| ۲۳  | برد   | ۲۳–۰ | پائولینو اوکودون  | TKO | 4 (15), ۲:۳۲  | Dec 13, 1935  | Madison Square Garden, New York City, New York, U.S.      | |
| ۲۲  | برد   | ۲۲–۰ | مکس بیر           | KO  | 4 (15), ۳:۰۹  | Sep 24, 1935  | Yankee Stadium, New York City, New York, U.S.             | |
| ۲۱  | برد   | ۲۱–۰ | کینگ فیش لوئینسکی | TKO | 1 (10), ۲:۲۱  | Aug 7, 1935   | Comiskey Park, Chicago, Illinois, U.S.                    | |
| ۲۰  | برد   | ۲۰–۰ | پریمو کارنرا      | TKO | 6 (15), ۲:۳۲  | Jun 25, 1935  | Yankee Stadium, New York City, New York, U.S.             | |
| ۱۹  | برد   | ۱۹–۰ | بیف بنت           | KO  | 1 (6), ۱:۱۵   | Apr 22, 1935  | Memorial Hall, Dayton, Ohio, U.S.                         | |
| ۱۸  | برد   | ۱۸–۰ | روی لازر          | KO  | 3 (10), ۲:۲۸  | Apr 12, 1935  | Chicago Stadium, Chicago, Illinois, U.S.                  | |
| ۱۷  | برد   | ۱۷–۰ | ناتی براون        | UD  | ۱۰            | Mar 29, 1935  | Olympia, Detroit, Michigan, U.S.                          | |
| ۱۶  | برد   | ۱۶–۰ | دان "رد" باری     | TKO | 3 (10), ۱:۳۰  | Mar 8, 1935   | New Dreamland Auditorium, San Francisco, California, U.S. | |
| ۱۵  | برد   | ۱۵–۰ | لی راماگه         | TKO | 2 (10), ۲:۱۱  | Feb 21, 1935  | Wrigley Field, Los Angeles, California, U.S.              | |
| ۱۴  | برد   | ۱۴–۰ | هانس بیرکیه       | TKO | 10 (10), ۱:۴۷ | Jan 11, 1935  | Duquesne Gardens, Pittsburgh, Pennsylvania, U.S.          | |
| ۱۳  | برد   | ۱۳–۰ | پتسی پرونی        | PTS | ۱۰            | Jan 4, 1935   | Olympia, Detroit, Michigan, U.S.                          | |
| ۱۲  | برد   | ۱۲–۰ | لی رمیج           | TKO | 8 (10), ۲:۵۱  | Dec 14, 1934  | Chicago Stadium, Chicago, Illinois, U.S.                  | |
| ۱۱  | برد   | ۱۱–۰ | چارلی ماسرا       | KO  | 3 (10), ۲:۴۱  | Nov 30, 1934  | Coliseum, Chicago, Illinois, U.S.                         | |
| ۱۰  | برد   | ۱۰–۰ | استنلی پوردا      | KO  | 1 (10), ۲:۴۰  | Nov 14, 1934  | Arcadia Gardens, Chicago, Illinois, U.S.                  | |
| ۹   | برد   | ۹–۰  | جک اودود          | KO  | 2 (10)        | Oct 31, 1934  | Arcadia Gardens, Chicago, Illinois, U.S.                  | |
| ۸   | برد   | ۸–۰  | آرت سیکرز         | KO  | 8 (10)        | Oct 24, 1934  | Arcadia Gardens, Chicago, Illinois, U.S.                  | |
| ۷   | برد   | ۷–۰  | آدولف ویاتر       | PTS | ۱۰            | Sep 26, 1934  | Arcadia Gardens, Chicago, Illinois, U.S.                  | |
| ۶   | برد   | ۶–۰  | ال دلانی          | TKO | 4 (10)        | Sep 11, 1934  | Naval Armory, Detroit, Michigan, U.S.                     | |
| ۵   | برد   | ۵–۰  | بوک اورت          | KO  | 2 (8)         | Aug 27, 1934  | Marigold Gardens Outdoor Arena, Chicago, Illinois, U.S.   | |
| ۴   | برد   | ۴–۰  | جک کرانز          | UD  | ۸             | Aug 13, 1934  | Marigold Gardens Outdoor Arena, Chicago, Illinois, U.S.   | |
| ۳   | برد   | ۳–۰  | لری اودل          | TKO | 2 (8)         | Jul 30, 1934  | Marigold Gardens Outdoor Arena, Chicago, Illinois, U.S.   | |
| ۲   | برد   | ۲–۰  | ویلی دیویس        | ТKO | 3 (6)         | Jul 12, 1934  | Bacon's Arena, Chicago, Illinois, U.S.                    | |
| ۱   | برد   | ۱–۰  | جک کراسکن         | KO  | 1 (6)         | Jul 7, 1934   | Bacon's Arena, Chicago, Illinois, U.S.                    | |